# Direito do Brasil

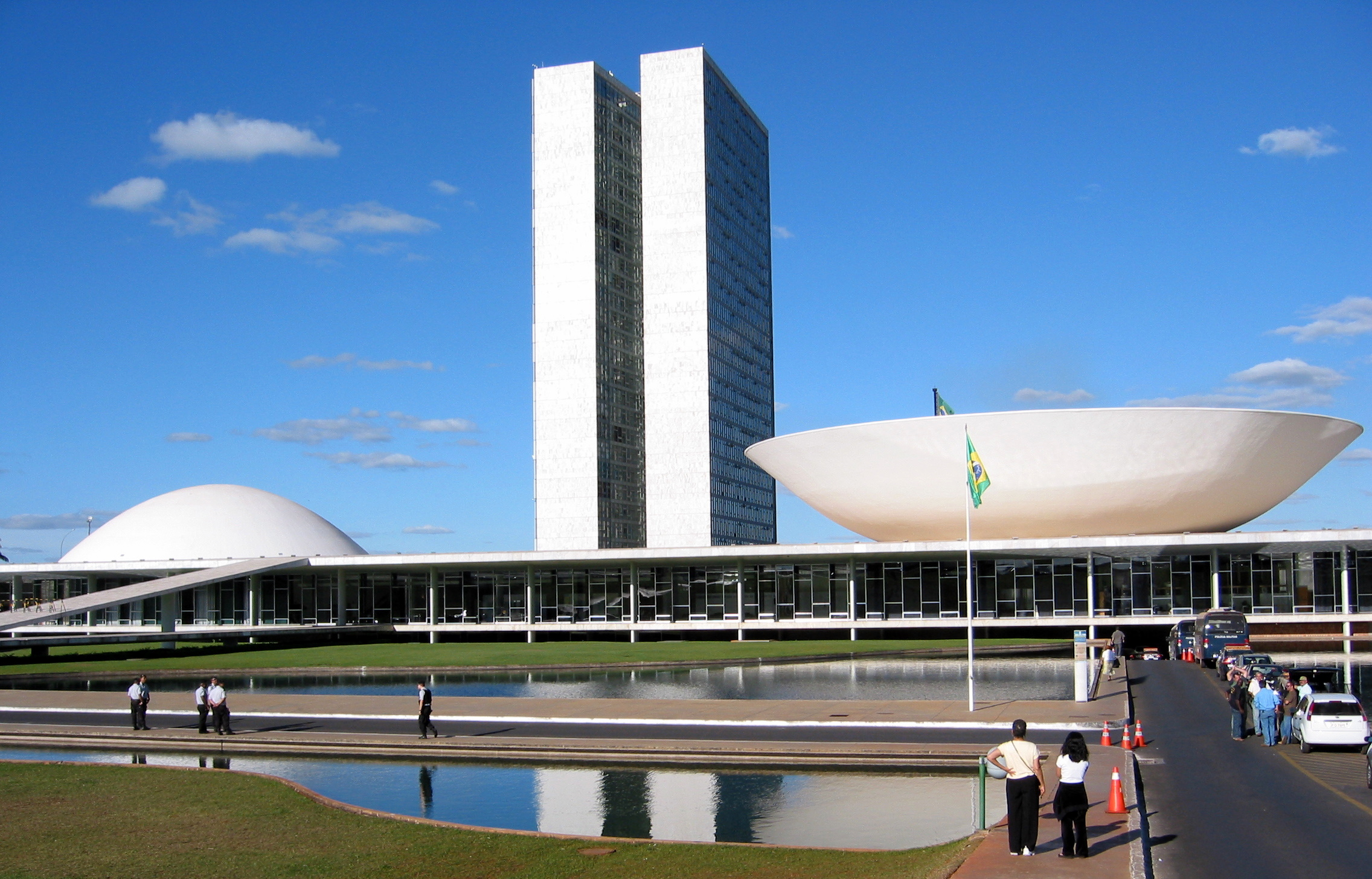
O Congresso Nacional do Brasil é o órgão que elabora as leis do país

O direito do Brasil é baseado em estatutos e, em parte e mais recentemente, em um mecanismo denominado súmulas vinculantes. Decorre principalmente dos sistemas de direito civil dos países europeus, nomeadamente de Portugal, do Código Napoleónico e do direito germânico.
Existem muitos estatutos codificados em vigor no Brasil. A atual Constituição Federal, promulgada em 5 de outubro de 1988, é a lei suprema do país. Esta Constituição foi emendada várias vezes. Outros importantes documentos legislativos federais do país são o Código Civil, o Código Penal, o Código Comercial, o Código Tributário Nacional, a Consolidação das Leis do Trabalho, o Código de Defesa do Consumidor, o Código de Processo Civil e o Código de Processo Penal.
A Constituição organiza o país como uma República Federativa formada pela união indissolúvel dos estados e municípios e do Distrito Federal. De acordo com os princípios estabelecidos na Constituição Federal, os 26 estados federados do Brasil têm poderes para adotar suas próprias Constituições e leis. Os municípios também gozam de autonomia restrita, pois sua legislação deve seguir os ditames da Constituição do Estado a que pertencem e, consequentemente, da própria Constituição Federal. Já o Distrito Federal congrega funções de estados federados e de municípios, e seu equivalente a uma constituição, denominada Lei Orgânica, também deve obedecer aos termos da Constituição Federal.

## História
A história do direito brasileiro, até as duas primeiras décadas do século XIX, confunde-se  com a história do direito português. Após a Independência do Brasil, em 1822, começa-se a tratar do direito brasileiro propriamente dito.

### O pensamento jurídico português
A principal influência do direito português foi o direito canônico.

### Direito no Brasil Colônia
No Brasil dos primeiros tempos, dos anos 1500 e 1600, os portugueses ocuparam o litoral da colônia e ficaram muito concentrados no litoral do nordeste. Eles estavam muito interessados no comércio com a Índia e eles pensaram no Brasil como uma espécie de ponto de parada na rota para as Índias. A primeira forma de governo no Brasil Colônia foi o sistema de capitanias hereditárias. As capitanias em geral fracassaram, com exceção de São Vicente e Pernambuco. Diante do fracasso, Portugal estabeleceu um sistema centralizado de governo, que foi o Governo-Geral. Os três primeiros governadores-gerais foram Tomé de Sousa, Duarte da Costa e Mem de Sá. Quando os portugueses chegaram à conclusão de que era preciso dar um ganho econômico ao Brasil, eles se concentraram principalmente na produção de açúcar, plantando a cana-de-açúcar. Eles tinham uma vantagem com a plantação da cana-de-açúcar porque já tinham a experiência na costa da África. Só que para tocar uma grande fazenda de cana, eles necessitavam de braços. Então era necessário encontrar uma saída para o problema da mão de obra e foi aí que os portugueses começaram a utilizar os índios e a explorar o tráfico africano.— Boris Fausto
O Brasil foi descoberto por Portugal no ano de 1500, mas ele foi explorado a partir de 1532. Este período entre 1500 e 1532 foi denominado de pré-colonial, ou seja, antes da colonização e da exploração por Portugal. Para racionalizar a exploração da colônia, Portugal implantou diversas legislações no Brasil, com o intuito de melhor administrar a colônia e principalmente para estruturar a sua exploração. O direito no Brasil, nesta época, foi imposto pela metrópole portuguesa, para resguardar o direito de alguns, e a colônia era vista apenas como um território de exploração e não como uma nação. E o direito no Brasil sofreu a mesma sorte desta cultura. As principais características do direito colonial foram as leis de caráter geral e os Forais, que centralizavam o poder nas mãos de Portugal e dos seus dirigentes no Brasil.
Em 1549, é instituído o governo geral, com a intenção de centralizar política e administrativamente o Brasil. O primeiro governador foi Tomé de Sousa, que foi financiado diretamente pelo Tesouro Real. Foi instituído também o cargo de ouvidor-geral, que ocupou o primeiro lugar na hierarquia judiciária, pois os donatários tiveram que dar apelo e agravo para o ouvidor-geral. De fato, houve a duplicação da estrutura judicial, pois sobreviviam os poderes e competências das capitanias e câmaras ao lado dessa nova justiça, desempenhada pelo ouvidor-geral. O controle efetivo do governador geral não foi implantado de imediato, tendo decorrido algumas décadas para acontecer de fato.
A justiça estruturada sem a participação do povo tem explicação histórica. Desde as capitanias hereditárias e seu fracasso, vemos a metrópole portuguesa impondo as suas regras do que é certo e do que não deve ser feito, numa luta de classes que perdura e que menospreza o povo, ilegalizando as práticas dos nativos e forçando-os a adotar as práticas que não pertenciam à sua cultura. E para garantir que as regras portuguesas fossem seguidas, colocavam-se guardas e magistrados com um único propósito: controle social.
As ideias iluministas foram as principais causadoras do desenvolvimento na Europa capitalista. Foi através dessas ideias de iluminação, de razão, que a população passou a ter alguma força e, ao mesmo tempo, passou a ser bem mais controlada pelo Estado, que agora estava maior e mais forte. Isso ocorreu também devido às ideias que eram apresentadas pelos burgueses, que deram o primeiro passo para enriquecer o Estado.
Os pensadores iluministas provocaram faíscas em grande parte do mundo, pois grande parte do mundo estava em desenvolvimento. Contextualizando as mudanças no mundo e trazendo-as para o desenvolvimento do direito no Brasil, podemos ver que as ideias dos iluministas também causaram algumas revoluções, como a mineira e a baiana, que tiveram, entre as suas causas, os preceitos defendidos pelos iluministas. As ideias iluministas chegaram ao Brasil no século XVIII, pois muitos brasileiros filhos de ricos da época foram estudar nas faculdades Europeias e, na volta, acabaram trazendo consigo as ideias que estavam sendo disseminadas na Europa. Ao retornarem ao país depois dos estudos, estas pessoas começaram a divulgar os ideais defendidos pelos iluministas, principalmente nos centros urbanos. Pode ser detectada uma grande influência do iluminismo francês no processo da Inconfidência Mineira. Muitos inconfidentes conheciam as propostas iluministas e as usaram como base para fundamentar a tentativa de independência do Brasil.

#### O Direito Penal praticado no Brasil Colônia
- Não havia presunção de inocência. Era inspirado no processo inquisitivo e as penas eram desproporcionais.
- A via tormentosa (tortura) era meio lícito e válido para a obtenção de provas.
- A confissão era suficiente para a condenação.
- Não havia contraditório nem ampla defesa.
- Havia pena de morte: por exemplo, através de enforcamento.

#### Cartas Forais
Documento jurídico que regulou a parceria econômica entre a Coroa e os donatários. A Carta de Foral foi um documento real utilizado por Portugal em seu regime colonial para estabelecer um Conselho e regular a sua administração, limites e privilégios. O Foral era um Conselho livre de Portugal, que transferia o poder do governo a um Conselho que tinha uma certa autonomia para resolver e julgar alguns conflitos. Os forais só foram extintos em 1832, dez anos após a independência do Brasil.

#### O Tribunal de Relação da Bahia
O Tribunal de Relação da Bahia (TRBA), criado em 1587, foi uma iniciativa do rei Felipe II, de Portugal e Espanha, países que, à época, formavam a União Ibérica. O interesse do rei estava orientado para a diminuição dos poderes dos ouvidores. Foi o primeiro tribunal do Brasil e da América. Entretanto, apesar de criado em 1587, foi efetivamente instalado somente em 1609. Foi suprimido em 1626. Alguns autores dizem que o tribunal foi restaurado em 1652, já outros mencionam o ano de 1654. Para além das relações de poder perante os ouvidores, a instalação do Tribunal de Relação da Bahia aconteceu também por fatores de ordem econômica, pois o Brasil era a mais importante colônia portuguesa e a cidade de Salvador tinha o mais expressivo porto do mundo ao sul do Equador.

### Ruy Barbosa e a Constituição de 1891
A constituição brasileira de 1891 é também conhecida como "Constituição de Ruy Barbosa" porque o jurista baiano, que admirava a Constituição dos Estados Unidos, escreveu boa parte do texto desta Constituição. Tal foi a influência dos Estados Unidos na Constituição de 1891 que, nela, o país se chamava "Estados Unidos do Brasil".

## Divisão de poderes
Os poderes da União, conforme definidos na Constituição, são o Executivo, o Legislativo e o Judiciário, que são independentes e harmoniosos entre si. O chefe do Executivo é o Presidente da República, que é simultaneamente chefe de Estado e chefe do governo e é eleito directamente pelos cidadãos. O Legislativo é incorporado na forma do Congresso Nacional e é composto por duas casas: a Câmara dos Deputados (câmara baixa) e o Senado Federal (câmara alta), ambos constituídos por representantes eleitos pelos cidadãos. Os poderes do Judiciário são do Supremo Tribunal Federal, do Superior Tribunal de Justiça, dos Tribunais Regionais Federais e dos Juízes Federais. Existem também tribunais especializados para tratar de litígios eleitorais, trabalhistas e militares.
O Judiciário está organizado em poderes federal e estadual. Os municípios não possuem sistemas de justiça próprios, devendo, portanto, recorrer aos sistemas de justiça estadual ou federal, dependendo da natureza do caso. O sistema judicial é composto por vários tribunais. O ápice é o Supremo Tribunal Federal e é o guardião da Constituição. Entre outras atribuições, tem competência exclusiva para: (i) declarar inconstitucionais as leis federais ou estaduais; (ii) ordenar pedidos de extradição de Estados estrangeiros; e (iii) decidir sobre os casos decididos em tribunais de única instância, em que a decisão impugnada possa violar a Constituição.
O Superior Tribunal de Justiça é responsável por defender a legislação e os tratados federais. Os cinco Tribunais Regionais Federais, têm competência constitucional para decidir sobre os processos de recurso da decisão dos juízes federais, sendo também responsáveis pelos processos de interesse nacional e pelos crimes previstos em pactos internacionais, entre outras atribuições. A competência dos Juízes Federais inclui: ser responsável por ouvir a maioria dos litígios em que uma das partes seja a União (Governo Federal); decidir sobre ações judiciais entre Estado estrangeiro ou organismo internacional e município ou pessoa residente no Brasil; e julgar casos com base em tratados ou acordos internacionais da União contra um Estado estrangeiro ou organismo internacional.
A justiça estadual no Brasil consiste em tribunais e juízes estaduais. Os Estados do Brasil organizam seus próprios sistemas judiciários, com jurisdição judicial definida na constituição de cada estado, observando que seu alcance legal é limitado por aqueles que não dizem respeito ao ordenamento judicial federal. O processo legislativo começa, em termos amplos, com um projeto de lei em uma das Casas do Congresso, seja na Câmara dos Deputados ou no Senado Federal, assim chamada de Casa de Origem. Depois de votado o projeto de lei, ele pode ser rejeitado ou encaminhado para a outra casa, que é chamada de Casa Revisora. Lá, o projeto de lei pode ser rejeitado, aprovado ou alterado para ser devolvido à Casa de Origem. Dependendo do objeto do projeto de lei, é encaminhado para sanção presidencial ou veto, no todo ou em parte. Se o projeto for vetado, os membros do Congresso Nacional do Brasil podem anular tal veto.

## Constituição e lei
Durante séculos, como colônia portuguesa, a legislação vigente no Brasil era a de Portugal. Estudantes famosos da era colonial brasileira, entre eles muitos revolucionários, formaram-se na importante Universidade de Coimbra, localizada em Portugal. Com a Independência do Brasil e a ascensão do Império, foi necessário criar um Judiciário independente e também dar a seus funcionários uma formação jurídica no país. Em 1827, foram fundadas as primeiras faculdades de Direito do Brasil: as Academias de Direito e Ciências Sociais de São Paulo e Olinda.
O direito brasileiro deriva em grande parte do direito civil português e está relacionado com a tradição jurídica romano-germânica. Isso significa que o ordenamento jurídico se baseia em estatutos, embora uma recente reforma constitucional (Emenda à Constituição 45, aprovada em 2004) tenha introduzido um mecanismo semelhante ao stare decisis, denominado súmula vinculante. No entanto, de acordo com o artigo 103-A da Constituição brasileira, apenas o Supremo Tribunal Federal pode publicar normas vinculantes.
Nos tempos mais recentes, de acordo com a estrutura judiciária enquadrada na Constituição brasileira, o poder judiciário é dividido entre o Poder Judiciário dos estados e o Poder Judiciário Federal, e eles têm diferentes jurisdições. As prerrogativas e atribuições dos juízes são as mesmas, as diferenças residindo apenas nas competências, estrutura e composição dos Tribunais.

## Direito e advogados
Em 2007, havia 1.024 cursos de graduação em Direito no Brasil, com 197.664 alunos de Direito. As faculdades de Direito estão presentes em cada um dos Estados do Brasil. Para efeito de comparação, nos Estados Unidos, o número de faculdades de direito era de apenas 180, sendo que o estado norte-americano do Alasca não possui uma faculdade de direito. Em setembro de 2021, o total de advogados no Brasil era de 1.225.377. O estado de São Paulo tinha o maior número, 330.059 advogados, um terço do total de advogados em atividade no país. O estado do Rio de Janeiro contava com 146.657 advogados e o Minas Gerais com 125.884 advogados.
O Curso de Direito é um dos mais prestigiados e promissores do país. Com a duração de cinco anos e ao final do curso o aluno torna-se graduado, ainda não podendo exercer a profissão. Ao estudar em uma faculdade de direito, o aluno terá todos os conhecimentos necessários para exercer as diversas profissões relacionadas à faculdade de direito, mas deve primeiro passar no exame da Ordem dos Advogados do Brasil (OAB).
A renda média geral do advogado brasileiro era de R$ 36.120 por ano em 2007. A renda média inicial era de R$ 20.040, e a média superior era de R$ 3.000.000. Os juízes brasileiros tinham uma renda média geral de R$ 170.000. A renda média inicial era de R$ 150.500, e a média superior era de R$ 310.500. Os promotores brasileiros tinham uma renda média geral de R$ 150.000. A renda média inicial era de R$ 140.000, e a média superior era de R$ 270.000 por ano.

## Judiciário estadual

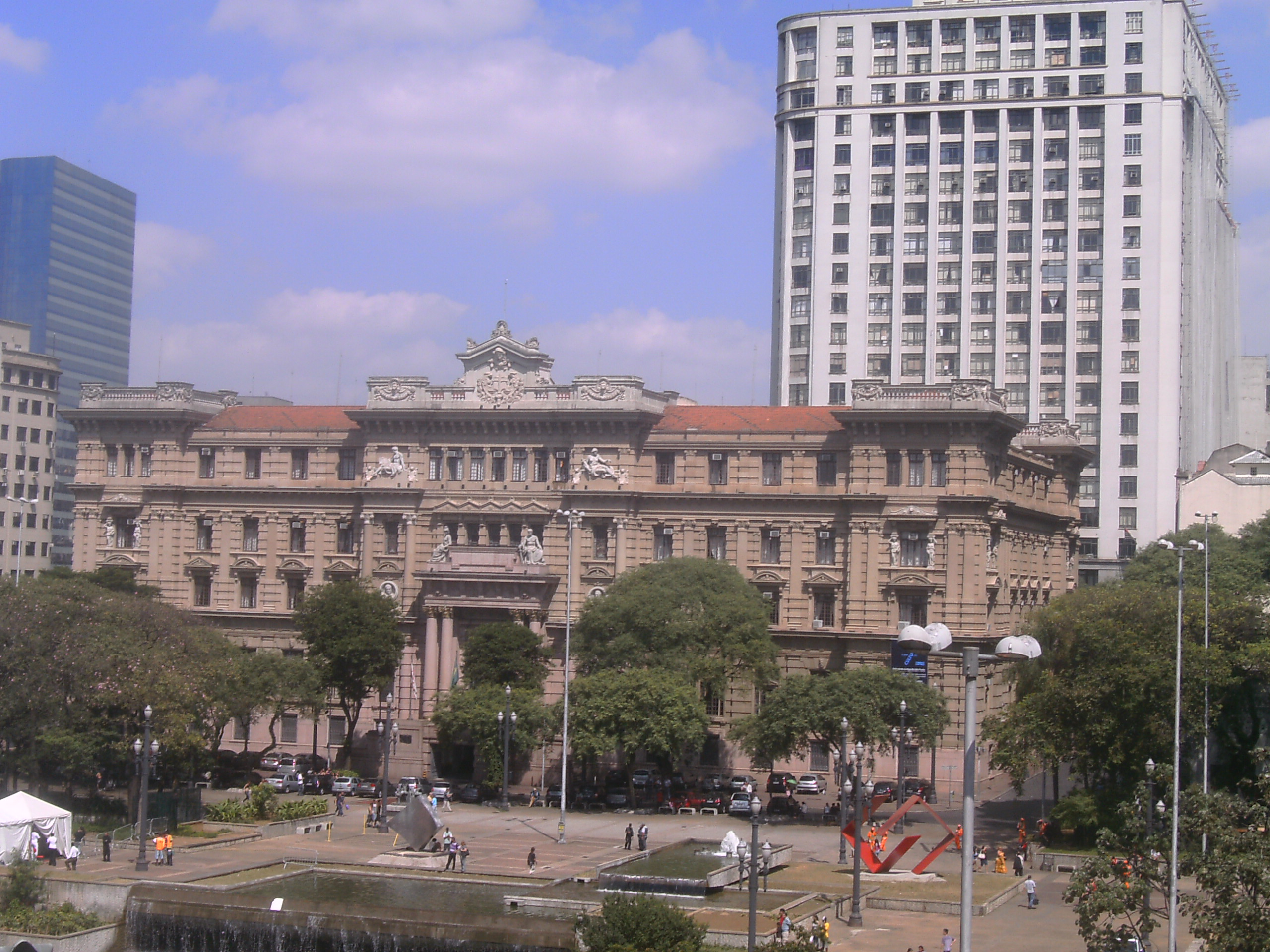
Sede do Tribunal de Justiça de São Paulo.

### Tribunais
Cada território estadual é dividido em distritos judiciais denominados comarcas, que são compostas por um ou mais municípios. Os 27 tribunais de Justiça têm sede na capital de cada Estado e jurisdição apenas sobre o território de seus Estados. O Distrito Federal apresenta apenas o Poder Judiciário em nível federal. Cada comarca tem pelo menos um tribunal de primeira instância. Cada tribunal de primeira instância tem um juiz de direito e um juiz substituto. O juiz decide sozinho em todos os casos civis e a maioria dos casos criminais. Apenas crimes dolosos contra a vida são julgados por júri. Os juízes dos tribunais são nomeados após um processo de seleção. Em algumas comarcas existem varas especializadas de primeira instância para o direito de família ou falência. As decisões destes tribunais distritais podem ser objeto de revisão judicial na sequência de recursos para os tribunais de segunda instância.

### Tribunais de segunda instância
O mais alto tribunal de um sistema judicial estadual é o seu tribunal de segunda instância, os Tribunais de Justiça. Em cada estado brasileiro existe um Tribunal de Justiça. Os Tribunais de Justiça são tribunais de apelação, o que significa que podem revisar quaisquer decisões tomadas pelos tribunais de primeira instância e ter a palavra final sobre as decisões em nível estadual, embora suas decisões possam ser revogadas pelos tribunais federais. Alguns estados, como São Paulo e Minas Gerais, costumavam ter Tribunais de Alçada com jurisdições distintas. Já a Emenda Constitucional 45, em seu artigo quarto, decretou sua extinção para simplificar a estrutura da segunda instância.
Os julgamentos de segunda instância geralmente são feitos por três juízes, chamados desembargadores. Esses tribunais são divididos em câmaras civis, que julgam os processos civis, e câmaras criminais. Os juízes dos Tribunais de Justiça têm uma visão geral uns dos outros. Um Tribunal pode expulsar qualquer juiz que tenha demonstrado comportamento antiético.[carece de fontes?]

## Poder judiciário federal
Os Tribunais Regionais Federais (em número de 5) têm jurisdição sobre circuitos de vários estados e tendem a ser sediados na maior cidade de seu território. Os tribunais regionais são:
- O Tribunal Regional Federal da 1ª Região tem jurisdição sobre o Distrito Federal e 13 Estados: Minas Gerais, Bahia, Piauí, Maranhão, Goiás, Mato Grosso, Amapá, Tocantins, Pará, Amazonas, Roraima, Rondônia e Acre, com sede em Brasília, Distrito Federal.
- O Tribunal Regional Federal da 2ª Região é competente em dois Estados: Rio de Janeiro e Espírito Santo, com sede na cidade do Rio de Janeiro, estado do Rio de Janeiro.
- O Tribunal Regional Federal da 3ª Região é competente em dois Estados: São Paulo e Mato Grosso do Sul, com sede na cidade de São Paulo, estado de São Paulo.
- O Tribunal Regional Federal da 4ª Região é competente em três Estados: Rio Grande do Sul, Santa Catarina e Paraná, com sede em Porto Alegre, Rio Grande do Sul.
- O Tribunal Regional Federal da 5ª Região é competente em seis Estados: Sergipe, Alagoas, Pernambuco, Paraíba, Ceará e Rio Grande do Norte, com sede em Recife, Pernambuco.

### Tribunais superiores

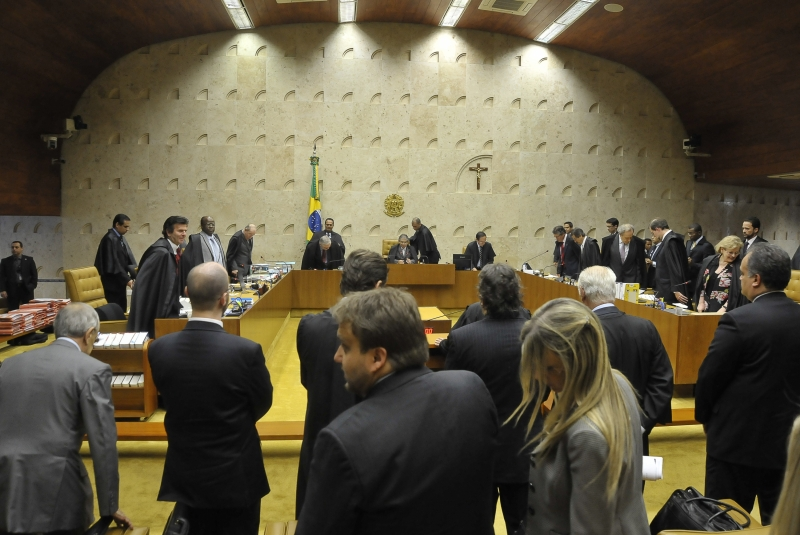
Sala do Supremo Tribunal Federal, durante o julgamento do Mensalão, em agosto de 2012.

Há dois tribunais superiores nacionais, que concedem certiorari em processos cíveis e criminais: o Superior Tribunal de Justiça (STJ) e o Supremo Tribunal Federal (STF), a mais alta corte brasileira (decide questões relativas a infrações à Constituição brasileira).
O STJ é a mais alta corte brasileira em questões não constitucionais e concede recurso especial, quando uma sentença de um tribunal de segunda instância infringe uma disposição de lei federal ou quando dois ou mais tribunais de segunda instância proferem decisões diferentes sobre o mesmo estatuto federal. Existem tribunais paralelos de direito do trabalho, direito eleitoral e direito militar.
O STF concede recursos extraordinários quando sentenças de tribunais de segunda instância violam a constituição. O STF é a última instância para o recurso de habeas corpus e para revisão de sentenças do STJ.
Os tribunais superiores não analisam nenhuma questão de fato em seus julgamentos, mas apenas a aplicação da lei e da constituição. Os fatos e as evidências são julgados pelos tribunais de segunda instância, exceto em casos específicos, como o habeas corpus.